# Камо (река)
Камо (в верхнем течении — Левая Камо) — река в Сибири, в Красноярском крае России, левый приток Подкаменной Тунгуски.
Длина реки — 339 км. Площадь водосборного бассейна — 14500 км². Протекает в глубокой долине.

## Притоки
Объекты перечислены по порядку от устья к истоку.
- 9 км: Нижний Бугарик
- 20 км: Верхняя Бугарикта
- 45 км: Нижняя Мадра
- 48 км: река без названия
- 59 км: Верхняя Мадра
- 64 км: Намакар
- 73 км: Нижняя Дальгокта
- 76 км: Верхняя Дальгокта
- 81 км: Бугарикта
- 86 км: река без названия
- 90 км: река без названия
- 91 км: Чавичина
- 102 км: Люча
- 107 км: река без названия
- 109 км: Тохомо
- 126 км: Нантани
- 132 км: Судия
- 140 км: Вэдрышэ
- 152 км: Кривотанга (Правая Кривотанга)
- 159 км: Ядули
- 169 км: Кумонда (Кумок)
- 190 км: Нижний Оллонокон
- 198 км: Лапаи
- 204 км: Нерюнда
- 212 км: река без названия
- 219 км: Верхний Оллонокон
- 223 км: Нококон
- 233 км: Брускон
- 238 км: Тугличи
- 241 км: Ягнянда
- 267 км: река без названия
- 274 км: река без названия
- 278 км: река без названия
- 289 км: Нирюнда
- 291 км: Сыгаро
- 298 км: река без названия
- 302 км: Правая Камо